# Ernst Wilhelm Leberecht Tempel

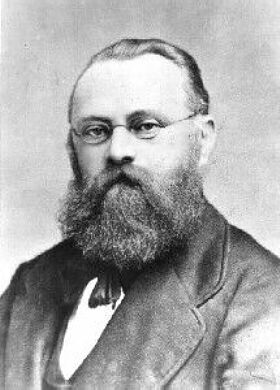
Ernst Wilhelm Leberecht Tempel

Ernst Wilhelm Leberecht Tempel (* 4. Dezember 1821 in Niedercunnersdorf, Sachsen; † 16. März 1889 in Arcetri, Italien) war ein deutscher Astronom und Lithograf. Er entdeckte unter anderem fünf Asteroiden und zwölf Kometen.

## Leben
Tempel erlernte ab 1837 in Meißen das Handwerk des Lithografen. Von 1840 an begab er sich auf eine mehrjährige Wanderschaft, die ihn unter anderem in die Städte Kopenhagen, Stockholm und Christiania (heute Oslo) führte.
1858 ließ er sich als freischaffender Lithograf in Venedig nieder und heiratete. Seine Lithografien und Zeichnungen waren aufgrund ihrer Detailgenauigkeit geschätzt, und so arbeitete er für Botaniker und andere Naturwissenschaftler.
Tempel, der sich seit seiner Schulzeit für die Astronomie interessierte, erwarb 1858 einen vierzölligen Refraktor. Mit diesem für heutige Verhältnisse eher bescheidenen Instrument entdeckte er 1859 einen Kometen und einen Reflexionsnebel in den Plejaden (siehe Abbildung). Die letztere Entdeckung wurde zunächst angezweifelt, da die Plejaden intensiv beobachtet worden waren, ohne dass der lichtschwache Nebel bis dahin entdeckt worden wäre.
Aufgrund seiner fehlenden akademischen Ausbildung wurde Tempel als Amateurastronom angesehen. In Deutschland erhielt er keine Anstellung. Auch das Namensrecht für die von ihm entdecken Himmelskörper wurde ihm verwehrt. Aufgrund seiner Leistungen erhielt er im Jahre 1860 einen Ruf an die Kaiserliche Sternwarte von Marseille und damit auch das Privileg, Objekte zu benennen. In der Folgezeit entdeckte er fünf Asteroiden und zwölf Kometen, unter anderem den Kometen Tempel-Tuttle.
Nach Ausbruch des Deutsch-Französischen Krieges im Jahre 1870 wurde er des Landes verwiesen und ging zurück nach Italien. 1875 übernahm er die Leitung der kurz zuvor erbauten Sternwarte von Arcetri, südlich von Florenz. Der dort installierte Refraktor war mit einer Öffnung von 283 mm und einer Brennweite von 5370 mm das größte Teleskop Italiens. Mit diesem Instrument untersuchte er neblige Objekte. 1885 erschien in Prag seine Veröffentlichung Über Nebelflecken – nach Beobachtungen angestellt in den Jahren 1876–1879 mit dem Refractor von Amici auf der königlichen Sternwarte zu Arcetri bei Florenz.

## Ehrungen

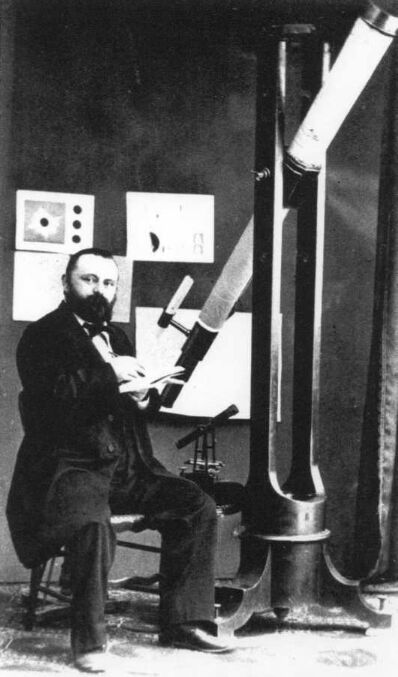
Tempel in Marseille

Für seine Leistungen auf dem Gebiet der Astronomie wurde Tempel mehrfach ausgezeichnet. Zu seinem Gedenken wurden der 40 km große Mondkrater Tempel sowie der Asteroid (3808) Tempel nach ihm benannt. Mehrere von ihm entdeckte Kometen tragen seinen Namen, unter anderem der Komet Tempel 1, der 2005 das Ziel der NASA-Mission Deep Impact war.

### Preise und Auszeichnungen
- 1861: Lalande-Preis der Akademie der Wissenschaften, Paris
- 1870: Zweimal den Kometenpreis der Wiener Akademie
- 1872: Ritterschlag durch Kaiser Auguste Souverain des Kaiserlichen Rosenordens von Brasilien
- 1879: Humbertuspreis der Akademie in Rom
- 1881: Valz-Preis der Pariser Akademie
- 1881: Berufung zum Mitglied der Royal Astronomical Society of London

### Namensgebungen
- 1898: Mondkrater Tempel (Entdecker: Johann Nepomuk Krieger)
- 1971: In seinem Geburtsort Niedercunnersdorf wird ein Gedenkstein errichtet
- 1988: Planetoid (3808) Tempel (Entdecker: Freimut Börngen)
- 1990: Wilhelm-Tempel-Schule in Niedercunnersdorf

## Entdeckungen

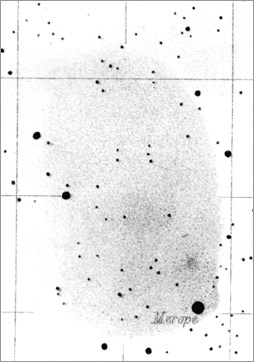
Tempels Zeichnung des Reflexionsnebels Merope (NGC 1435)

### Asteroiden
- 4. März 1861: (64) Angelina
- 8. März 1861: (65) Cybele
- 29. August 1862: (74) Galatea
- 30. September 1864: (81) Terpsichore
- 17. Februar 1868: (97) Klotho

### Kometen

#### Periodische Kometen
- 19. Dezember 1865: 55P/Tempel-Tuttle
- 3. April 1867: 9P/Tempel 1
- 27. November 1869: 11P/Tempel-Swift-LINEAR
- 4. Juli 1873: 10P/Tempel 2

#### Nichtperiodische Kometen
- 2. April 1859: C/1859 G1
- 24. Oktober 1860: C/1860 U1 (1860 IV)
- 5. November 1863: C/1863 V1 (1863 IV)
- 5. Juli 1864: C/1864 N1 (1864 II)
- 22. März 1868–1868 I
- 12. Oktober 1869: C/1869 T1 (1869 II)
- 29. Mai 1870: C/1870 K1 (1870 I, mit Friedrich August Theodor Winnecke)
- 14. Juni 1871: C/1871 L1 (1871 II)
- 3. November 1871: C/1871 V1 (1871 IV)

### Nebel
- 19. Oktober 1859: Merope-Nebel (NGC 1435)

## Rezeption
Angeregt durch den georgischen Autor, Maler und Verleger Iliazd schuf Max Ernst das Künstlerbuch Maximiliana, ou l’exercice illégal de l’astronomie, erschienen 1964 bei Iliazd in Paris. Max Ernst schuf Graphiken mit surrealistischen Himmelskörpern als Hommage an den Astronomen.
Peter Schamoni drehte zusammen mit Max Ernst 1966 einen Kurzfilm über Ernst Wilhelm Leberecht Tempel mit dem Titel Die widerrechtliche Ausübung der Astronomie. Der zwölfminütige Film hat mehrere Preise erhalten.